# NGC 7029
NGC 7029 هي مجرة إهليلجية تبعد حوالي 120 مليون سنة ضوئية من الأرض تقع في كوكبة الهندي (كوكبة). يقدر قطرها 129,000 سنة ضوئية. اكتشفه عالم الفلك جون هيرشل في 10 أكتوبر 1834. يتشابه كثيرا المجرات مع NGC 7022.

## الخصائص
NGC 7029 هو جزء من ثالوث سند المجرات التي تحتوي على مجرات NGC 7041 و NGC 7049 .

## وصلات خارجية
- NGC 7029 على موقع ويكي سكاي: DSS2, SDSS, GALEX, IRAS, Hydrogen α, X-Ray, Astrophoto, Sky Map, Articles and images